# Jevišovice (hrad)
Jevišovice jsou zřícenina hradu nad řekou Jevišovkou severovýchodně od městečka Jevišovice, v katastrálním území obce Střelice. Hrad byl založen ve druhé polovině 13. století a po celou dobu své existence sloužil jako sídlo jevišovické větve pánů z Kunštátu. Zanikl roku 1421, kdy jej na počátku husitských válek dobylo katolické vojsko. Poškozený hrad poté už nebyl obnoven. Zřícenina je chráněna jako kulturní památka.
Místo, na kterém hrad stojí, bylo osídleno už v eneolitu. Podle zdejší archeologické lokality byla pojmenována jevišovická kultura.

## Pravěk
V pravěku se na ostrožně nacházelo výšinné sídliště. Místo bylo využívano s přestávkami od časného eneolitu do vrcholného středověku, kdy zde byl postaven hrad. Zdejší výkopy Jaroslava Palliardiho přispěly k poznání chronologie období eneolitu v Česku a v Evropě.
Sídliště na ostrožně téměř celé prokopal Jaroslav Palliardi se spolupracovníkem Františkem Vildomcem v letech 1909 až 1915. Plocha ostrožny byly upravena pro stavbu hradu, a byla tudíž zbavena dřívějších kulturních vrstev. Zkoumána proto byla místa nedotčená středověkým zásahem na úbočích. Rozlišil zde čtyři, respektive pět stratigrafických vrstev, které označil od nejmladší po nejstarší A, B, C1 a C2, D. Vrstva A byl středověký nános, spodní vrstvy náležely sídlištím eneolitických kultur. Vrstvu B původně přisoudil Palliardi kultuře se šňůrovou keramikou, ale O. Menghin brzy (1925) rozpoznal rozdíly keramiky a posléze použil označení jevišovické kultury. Vrstva C1 pak náležela kultuře s kanelovanou keramikou, dnes zvanou badenská kultura, a vrstva C2 kultuře s nálevkovitými poháry. Vrstva D obsahovala keramiku kultuře s moravskou malovanou keramikou. Potenciál naleziště byl využit až po druhé světové válce, kdy byly intenzivněji prozkoumány vrstvy C a na základě toho byl zpřesněn chronologický systém období eneolitu.

## Historie
Hrad vznikl kolem před rokem 1289 jako sídlo jevišovické větve pánů z Kunštátu. První písemná zmínka poprvé je doložen v přídomku Bočka a Kuny z Jevišovic. Za zakladatele je považován právě Boček, který hrad vystavěl nejspíše v době mezi roku 1278 a 1288. Ve 14. století se kvůli nedostatku majetku větve o hrad dělilo až šest rodin.
Roku 1409 jsou zmiňováni Petr a Jindřich Zajímač ze Jevišovic, kteří byli v Brně za loupeže popraveni. Asi nejslavnějším majitelem byl Hynek Jevišovický z Kunštátu, zvaný Suchý Čert. Ten se spolu s Janem Sokolem z Lamberka a dalšími husity zúčastnil v roce 1404 obrany Znojma před vojsky uherského krále Zikmunda a vévody Albrechta Rakouského. Hynek Zemřel roku 1408. Jevišovická větev rodu se postupně radikalizovala a během husitských válek se přidala na stranu husitů, což se hradu stalo osudným. V říjnu 1421 jej oblehla vojska rakouského vévody Albrechta, dobyla a rozbořila. Hrad nebyl obnoven a nahradil jej Starý zámek na okraji města. Poslední zmínka o pustém hradu pochází z roku 1448.

## Stavební podoba
Trojdílný hrad stával na ostrohu nad řekou. První předhradí s rozměry 60 × 15 metrů nevykazuje stopy zástavby. Původně bylo chráněno příkopem, který byl zasypán a získaný prostor po zániku hradu sloužil jako pole. Baštovitý výstupek v severní části snad souvisel s možností flankování čelní strany. Druhou část hradu od předhradí odděluje 12–16 metrů široký a 3,5 metru hluboký příkop.
Druhé předhradí chránila obvodová zeď a v jeho severní části se dochovaly terénní stopy po nejméně dvouprostorové budově. Hradní jádro stála na pahorku s rozměry 27 × 10 metrů, který je od druhého předhradí oddělen příkopem a převyšuje jej o pět metrů. Temeno pahorku je ploché a neobsahuje stopy zástavby. Podle stručného popisu z roku 1398 snad v jádru stávala věž a kaple. Pokud tomu tak bylo, stál v zadní části pahorku jen malý palác, a jádro by patřilo ke hradům bergfritového typu.